# Aplastodiscus arildae
Aplastodiscus arildae é uma espécie de anfíbio da família Hylidae. Endêmica do Brasil, pode ser encontrada na Serra do Mar, Serra da Mantiqueira e Serra do Espinhaço nos estados do Rio de Janeiro, Minas Gerais e São Paulo.